# Peterskopf (Haardt)
Der Peterskopf in der Pfalz ist ein 493,5 m hoher Berg und der Ostsporn des Hochplateaus von Peterskopf und Heidenfels in der Haardt, dem Ostrand des Pfälzerwalds. Der Berg liegt nahe Kallstadt und Bad Dürkheim, der Kreisstadt des rheinland-pfälzischen Landkreises Bad Dürkheim. Auf seinem Gipfel steht der Bismarckturm.

## Geographie

### Lage
Der Peterskopf erhebt sich im Biosphärenreservat Pfälzerwald-Vosges du Nord und im Naturpark Pfälzerwald in der Waldgemarkung von Kallstadt; diese bildet am Peterskopf eine Exklave, die durch einen Bad Dürkheimer Korridor nördlich und südlich der Kreisstraße 31 vom übrigen Gemeindegebiet Kallstadts getrennt ist. Der Berggipfel liegt 3,7 km westsüdwestlich vom Kernort der Gemeinde Kallstadt, 3,4 km nordwestlich vom Kernort der Kreisstadt Bad Dürkheim und 3,6 km westlich von deren Stadtteil Ungstein.
Der Gipfel des Peterskopfs prägt den Osten des großflächigen Hochplateaus von Peterskopf und Heidenfels, das sich oberhalb der 450-m-Höhenlinie ausbreitet; auf einen 487,1 m hohen Punkt etwas nordöstlich des Gipfels dürfte sich die in vielen Landkarten ausgewiesene Spornhöhe von etwa 487 m beziehen. Im Mittelteil des Plateaus steht nahe einer 490 m hohen Stelle ein Sendeturm (⊙), der – obwohl Kallstadter Gemarkung – als NATO-Funkstation Leistadt bekannt wurde. Etwa 580 m westnordwestlich davon erhebt sich aus dem Plateau der Heidenfels (497,9 m).
Auf dem Peterskopf liegen Teile des Vogelschutzgebiets Haardtrand (VSG-Nr. 6514-401; 147,28 km²). Südlich vorbei am Sporn fließt ein linker Nebenfluss des Rheins, die Isenach, die anschließend durch Bad Dürkheim verläuft.

### Naturräumliche Zuordnung
Der Peterskopf gehört zum Naturraum Pfälzerwald, der in der Systematik des von Emil Meynen und Josef Schmithüsen herausgegebenen Handbuches der naturräumlichen Gliederung Deutschlands und seinen Nachfolgepublikationen als Großregion 3. Ordnung klassifiziert wird. Betrachtet man die Binnengliederung des Naturraums, so gehört der Peterskopf zum Unteren Pfälzerwald.
Zusammenfassend folgt die naturräumliche Zuordnung des Peterskopfs damit folgender Systematik:
1. Großregion 1. Ordnung: Schichtstufenland beiderseits des Oberrheingrabens
2. Großregion 2. Ordnung: Pfälzisch-Saarländisches Schichtstufenland
3. Großregion 3. Ordnung: Pfälzerwald (170)
4. Region 4. Ordnung (Haupteinheit): Unterer Pfälzerwald (170.0)
5. Region 5. Ordnung: Leininger Sporn (170.03)

Die Landschaft des Peterskopfs fällt nach Süden in die Untereinheit Tal-Pfälzer-Wald (170.2) ab, und nach Osten leitet sie zum Nordende der Untereinheit Neustädter Gebirgsrand (= Haardt; 170.1) über.

### Umgebung
In der Umgebung des Peterskopfs gibt es eine Reihe historischer Stätten: Etwa 700 m südöstlich seines Gipfels befindet sich die Ruine des Hofes Weilach, der 1381 erstmals urkundlich erwähnt wurde. Auf dem südöstlich gelegenen Teufelsstein liegt der gleichnamige Steinblock, der in keltischer Zeit als Kultobjekt diente. Am südöstlichen Teufelsstein-Ausläufer, dem Kästenberg, erstrecken sich der gleichfalls keltische Ringwall Heidenmauer und der ehemalige römische Steinbruch Kriemhildenstuhl. Der Brunhildisstuhl, auch Brunholdisstuhl, wenige Meter nordöstlich des Kriemhildenstuhls war vermutlich ebenfalls ein römischer Steinbruch. Jenseits des Isenachtals liegen die mittelalterlichen Ruinen des Klosters Limburg und der Hardenburg.
Der Gipfel des 800 m südlich gelegenen und 425,1 m hohen Kleinen Peterskopfs wird als Wanderziel und Aussichtspunkt empfohlen.

## Bismarckturm

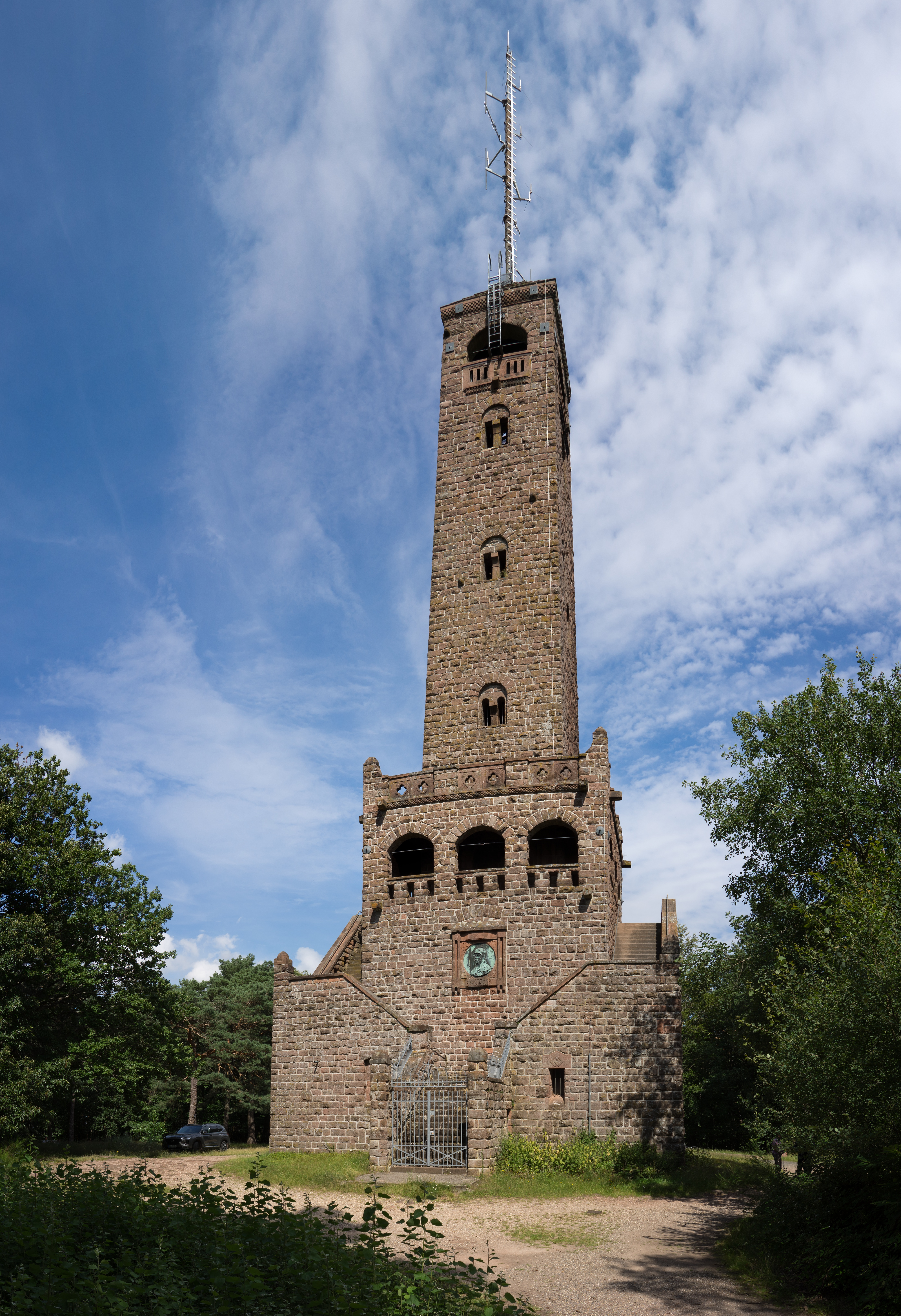
Bismarckturm

Auf dem Peterskopf wurde in den Jahren 1901–1903 der 36 m hohe Bismarckturm errichtet, der über drei Aussichtsplattformen verfügt. Eigentümer des Turms ist seither der Drachenfels-Club mit Sitz in Bad Dürkheim.
Die oberste Aussichtsplattform in 30 m Höhe ermöglicht eine hindernislose Rundumsicht über die fast 400 m tiefer gelegene Oberrheinische Tiefebene im Osten, den Pfälzerwald im Westen sowie dessen Ostrand, die Haardt, die sich nach Norden und Süden erstreckt. Bei guten Sichtverhältnissen sieht man im Norden den Taunus, im Osten den Odenwald und im Südosten den Nordschwarzwald.
Im Untergeschoss des Turms wird eine Gastwirtschaft betrieben. Nur zu deren Öffnungszeiten kann der Turm am Wochenende, an Feiertagen und von Mai bis Oktober auch mittwochs bestiegen werden.

## Verkehr, Wandern und Sport
Über die Nordflanke des Peterskopfs verläuft die kurvige Kreisstraße 31, die Leistadt im Osten mit Höningen im Westen verbindet. Die Straße führt über die bei der Gaststätte Forsthaus Lindemannsruhe (470 m) gelegene Kreuzung; vom dortigen Wandererparkplatz wird der Sporngipfel über einen Waldweg nach etwa 700 m erreicht.
Der Peterskopf ist alljährlich im Oktober Ziel des Bad Dürkheimer Berglaufs, der mit 8700 m Streckenlänge und 510 m kumulierter Steigung eine der längsten und steilsten Komponenten der Pfälzer Berglaufserie darstellt. Der Sporn und seine Umgebung werden auch für Mountainbike-Touren empfohlen.